# Салаш (имање)
Салаш је у ширем смислу пољско имање с кућом и економским зградама (стаје, амбари, чардаци), а у грађевинском смислу традиционални тип панонске куће за становање. Одговарајућа аналогија салаша у култури западних земаља је ранч, а слични су појмови и мајур и хутар или бачија. Сама реч „Салаш“ потиче од мађарске речи „szállás“ (на српском „смештај“).
Салаша је од средњег века било на подручју целе Панонске низије, од Словачке и Аустрије до Румуније и Србије. На нашим просторима највише салаша је у Војводини, иако је тај вид становања све ређи и многи стари салашарски центри, салашки шореви одумиру а са њима нестаје и један део културе народа.

## Историја
Салаши су настали и развијали се у јединствено градитељско наслеђе под одређеним природним и економским условима. На самом почетку њиховог настајања, све до средине 19. века, то су били импровизована привредна станишта сточара. Касније, преласком на ратарство, долази до трансформације салаша који постепено прелазе у куће, сличне онима које се граде у селима.
Првобитно, салаши су била летња станишта сељака, док су временом поједини постајали стално настањени. И касније, у касном стадијуму развоја салаша имамо углавном два типа: салаш фармског типа, где је власник, или бирош (најамник) становао стално, и салаш имућнијег сељака, такозваног полутана, који би имао још једну кућу у селу, а на салаш би излазио само да ради, у време пољопривредне сезоне. Доласком пруге на ове просторе, и салаши улазе у организовани систем развоја просторног плана, добијају салашке железничке станице, те је пруга спајала салашке агломерације са најближим гравитирајућим насељем. Губљењем функције преноса робе и путника са салаша у град ове сеоске пруге постају нерентабилне и укидају их, потпомажући тиме даљу фрагментацију салаша и њихових шорева формираних уз пруге.
Ипак, и сами земљорадници временом постају све мобилнији, нарочито откако је трактор ушао у употребу, те због тога нестаје потреба за посредовањем летњих станишта на њивама. То је један од разлога масовног напуштања и рушења салаша.
Аграрне реформе које су тежиле колективизацији и арондацији земљишта, као и настанак великих радних задруга и сеоских комбината са интензивном производњом потиснуле су улогу салашке мале привреде. Све то је убрзало процес пропадања салаша, али и предела јер је у пољопривредним предузећима почело груписање сточног фонда, за разлику од екстензивног пашњачког сточарства за које се сматрало да је непродуктивно, те заједно са салашким имањима нестали су и зелени пашњаци.
Нестанком салаша осиромашује се већ ионако пуст предео Војводине, којем су салаши зелено-бела острва, станишта безброј птица и скровиште дивљачи. Али салаши су и извори културе и свакојаких традиционалних добара: извориште војвођанског менталитета, извориште вредних, штедљивих, истрајних, повучених, тихих, одмерених, са посебним тананим и двосмисленим хумором надарених људи, те наравно извориште стоке и живине и вођа, грожђа, дуда, ракије, гомбоца и гибанице.
О салашима код Суботице, публицист Бела Дуранци каже:
„Салашари око Суботице нису били 'богу иза леђа', ма како да су путеви били раскаљани. Веза са градом је увек постојала. Житељи салаша нису се осећали прогнани из вароши у пустару, Напротив! Салаш су осећали као заштиту, као тврђаву, 'затворену' целину која садржи све нужно. У њој су умирали преци и стасавали наследници.”

## Традиционални војвођански салаш
Салаш је као основни елемент предела доминирао војвођанском равницом од памтивека – тачније још много пре доласка Турака у ове крајеве, од раног средњег века ово је једини начин становања малобројног распршеног становништва на овом великом равном простору.

### Типови, начин градње
Постоји и постојало је више типова салаша, почев од примитивније земунице и полуземунице до зграда сложенијег грађевинског изгледа, дводелна или троделна, са већим или мањим тремом, итд. Салашарске куће су грађене од природног материјала који се могао наћи на лицу места, специјалном техником набијања земље у дебеле зидове (набијеница) који су представљали добру термоизолацију. Кровови су били од трске.
Сваки од локалних народа и народности додао је нешто своје оригиналном концепту салаша, на пример другачији изглед забати, али је сваки од салаша у основи задржао исти практичан концепт становања и газдовања у равници. У примеру етно-куће у Бачкој Тополи саграђеној 1843. године, која је припадала мађарској породици види се пример газдинске куће типичне за било који део Војводине – преовлађујућа словачко плава боја у њој чак даје утисак споја култура: живећи једни до других, националне разлике Војвођана су се губиле, занемаривале, сводиле на нијансе, а најважнија је била функционалност и удобност.
По традицији, салаши су грађени од специјалном методом набијене земље (набој), од непечене цигле сушене на сунцу и ветру (черпић) или од плетера, мешавине земље богате глином, воде и сецкане сламе. Према положају, односно основи разликују се куће на бразду, преке куће и куће на лакат. Такође по традицији, план по коме се салаши подижу подразумева да имају по две собе, централно смештену кухињу (кујну) и „ганг“ (улазни ходник, код Шваба гонк или конк). У централном делу сваког салаша је пећница, често са отвореним димњаком, а у саму кућу је често уграђена и штала. То је практично решење, мањи су трошкови ложења, боље је и газди и животињама. Улаз у кућу је из дворишта, преко полу-отвореног ганга или трема, који има стубове или по укусу ограду са полулуковима. Соба до улице је предња соба у којој се одвија свакодневни живот, а стражња соба је гостинска или „чиста соба“ у којој стоји боље покућство. Понегде, постојала је и „летња“ кухиња, која се користила искључиво у топлој сезони. Пећи су биле фуруне, где се пекао сеоски хлеб, а у окућници обавезни су били чардак, кокошињац, голубарник, амбар и друго.

### Салашарски појмовник
Фолклорни појмови и изрази везани за салаш:
- земуница – старински тип куће, полуусађене у земљу;
- набијеница – зид куће грађен специјалном методом набијања земље (набој);
- ђерам – сеоски тип бунара са направом за вађење воде на дрвеном стубу;
- слиме – главна греда положена средином салаша;
- чардак – кош за кукуруз, обично од дасака, понегде и плетен од прућа;
- плетер – техника сеоске градње (ограде, чардаци и други објекти су вајкада били плетени од грања сличном техником каквом се плету кошаре);
- кошара – мања или већа решеткаста посуда плетена од прућа или сушеног рогоза;
- забат – троугласти зид тавана на салашу (постоје зидани забати и направљени од дрвета или трске);
- сунчани забат – украшени забат сеоске куће, зракастим мотивом који личи на сунце;
- шор – назив пошорене улице у сеоској терминологији;
- амбар – сеоски објекат намењен складиштењу жита;
- чиста соба – гостинска, најлепше уређена соба, на јужном делу салаша;
- дивеница – специјална, пушена, сува кобасица;
- пушница – кућица за димљење кобасица и шунке;
- парасничка пећ – четворокутна или обла зидана пећ, обично усред куће која служи двојну намену, као фуруна и за грејање;
- крушна пећ – пећ у дворишту, зидана од бубљи, облика у земљу полуусађеног јајета;
- бубље – грађевински материјал од земље и пљеве, обликован у грудве;
- приснац – танка погача увијена од отезаног или лиснатог теста, са сиром или павлаком;
- замедљана ракија – свечано пиће за празнике;
- крумпирача – специјално јело од кромпира, кобасица, крвавица, сувих ребара и масти, испечено у парасничкој или крушној пећи;
- амбетуш – отворени ходник (трем, ганг) испред салаша или куће, са стубовима од дрвета или цигала;
- катланка – постоље за сеоски котао зидано непеченом циглом;
- алов – корито од дасака, лима или бетона која служи за храњење и напајање животиња;
- кошара – штала за коње (у мађарском сеоском фолклору кошара – мађ. kosár – је служила за држање оваца);
- черпић – или ваљак, непечена цигла од глине или црнице мешане с јечменом сламом и нешто песка;
- драчњак – шумица око салаша, обично багремар.[4]

## Судбина и будућност салаша
Данас су салаши само успомена на стара времена, на коње вране и свињокоље, ђерме и звук тамбурице, а малобројни који стоје се на многим местима уређују у савремене ресторане и чарде са сеоском туристичком понудом. Неки од познатијих таквих салаша угоститељских објеката су Салаш 84 код Новог Сада, Салаш Катаи код Малог Иђоша, Рокин Салаш у Хајдукову или Мајкин, Сунчани и Цветни салаш код Суботице. Неки од најлепших салаша у околини Новог Сада су представљени на јединственој листи. Салаши су вечита тема етнографских и других издања и обрађени су у многим монографијама.
Тај талас покушаја оживљавања салашарске традиције долази у задњи тренутак за такву културу пред нестајањем, а значи и више од тога, јер војвођански сеоски и салашарски амбијент нуди високо котиране туристичке вредности: сплет живописних и разноврсних култура са својим народним кухињама, традиционалном музиком, наивном уметношћу, фолклором.